# Xestia asixis
Xestia asixis är en fjärilsart som beskrevs av Franz Dannehl 1925. Xestia asixis ingår i släktet Xestia och familjen nattflyn. Inga underarter finns listade i Catalogue of Life.